# Heidfeldstraße 2/3 (Quedlinburg)

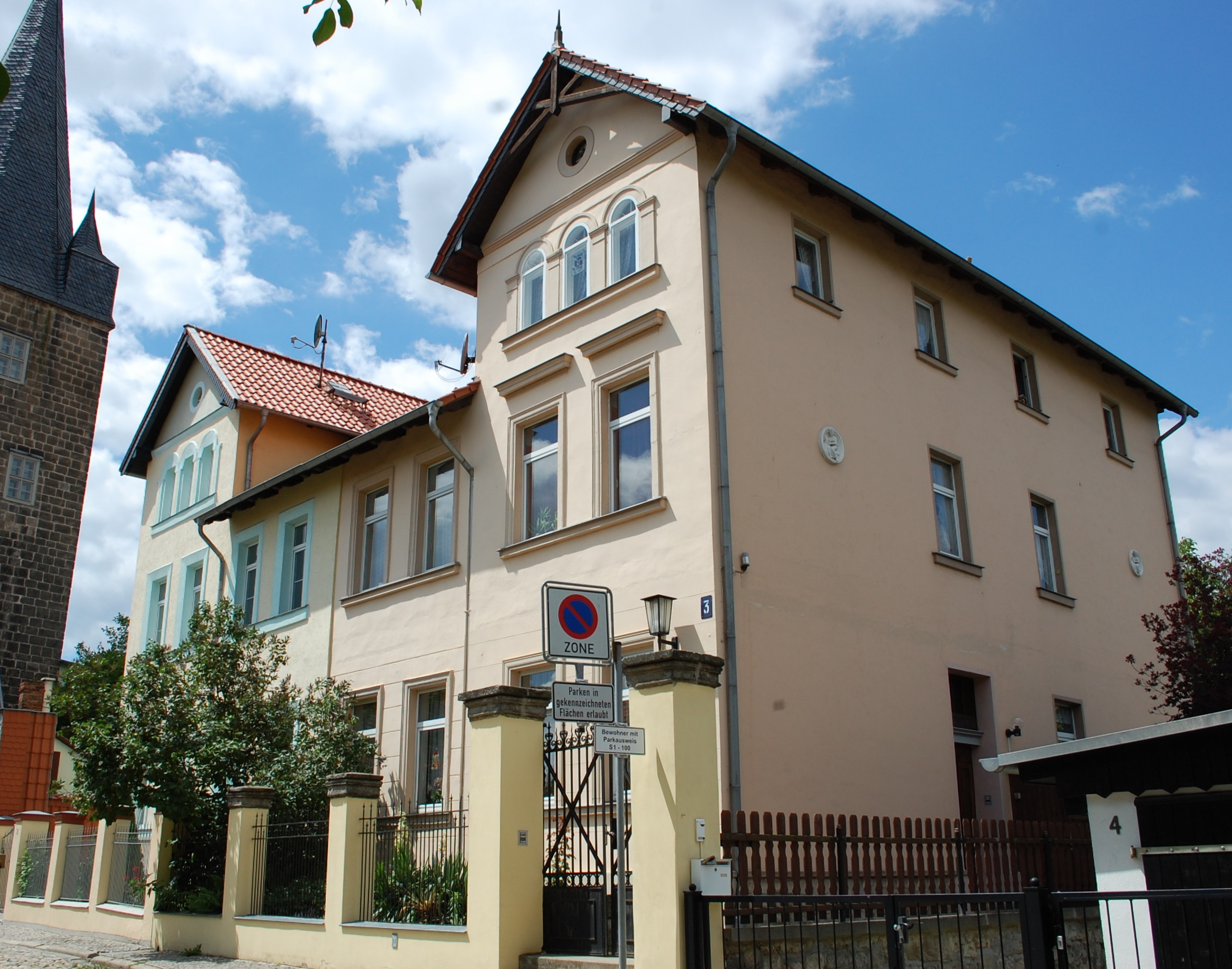
Heidfeldstraße 2/3

Das Haus Heidfeldstraße 2/3 ist ein denkmalgeschütztes Gebäude in Quedlinburg in Sachsen-Anhalt.

## Lage
Das im Quedlinburger Denkmalverzeichnis eingetragene Wohnhaus befindet sich im nördlichen Teil der Quedlinburger Altstadt. Etwas weiter südwestlich befindet sich der Schreckensturm, ein Teil der historischen Quedlinburger Stadtbefestigung.

## Architektur und Geschichte
Das repräsentative Gebäude ist im Stil des Klassizismus errichtet und gehört zu den nur wenigen Gebäuden dieses Stils in der Altstadt Quedlinburgs. In späterer Zeit wurde das Haus überformt.
Die Umzäunung des Vorgartens besteht aus zwischen Pfeilern gesetzten gusseisernen Feldern und gehört zum geschützten Baudenkmal.